# Dr. House (3. řada)
Třetí řada seriálu Dr. House následovala po druhé řadě a předcházela čtvrté řadě seriálu Dr. House. Má celkem 24 dílů a byla premiérově vysílána od září 2006 do května 2007.

## Díly
| Č. v seriálu                                                                                                  | Č. v řadě | Původní název          | Český název                | Režie               | Scénář                                                       | Premiéra v USA     |
| --- | --------- | ---------------------- | -------------------------- | ------------------- | ------------------------------------------------------------ | ------------------ |
| 47 | 1         | Meaning                | Smysl                      | Deran Sarafian      | Lawrence Kaplow, David Shore, Russel Friend a Garrett Lerner | 5. září 2006       |
| Konečná diagnóza: Addisonova choroba - omezená funkce nadledvin, kurděje                                      |           |                        |                            |                     |                                                              |                    |
| 48 | 2         | Cane & Able            | Hůl & schopen              | Daniel Sackheim     | Lawrence Kaplow, David Shore, Russel Friend a Garrett Lerner | 12. září 2006      |
| Konečná diagnóza: chimérismus – dvojí DNA                                                                     |           |                        |                            |                     |                                                              |                    |
| 49 | 3         | Informed Consent       | Informovaný souhlas        | Laura Innes         | David Foster                                                 | 19. září 2006      |
| Konečná diagnóza: amyloidóza AA                                                                               |           |                        |                            |                     |                                                              |                    |
| 50 | 4         | Lines in the Sand      | Čáry v písku               | Newton Thomas Sigel | David Hoselton                                               | 26. září 2006      |
| Konečná diagnóza: Baylisaskarióza                                                                             |           |                        |                            |                     |                                                              |                    |
| 51 | 5         | Fools for Love         | Zamilovaní blázni          | David Platt         | Peter Blake                                                  | 31. října 2006     |
| Konečná diagnóza: hereditární angioedém                                                                       |           |                        |                            |                     |                                                              |                    |
| 52 | 6         | Que Sera Sera          | Co se má stát, to se stane | Deran Sarafian      | Thomas L. Moran                                              | 7. listopadu 2006  |
| Konečná diagnóza: malobuněčný plicní karcinom                                                                 |           |                        |                            |                     |                                                              |                    |
| 53 | 7         | Son of Coma Guy        | Syn chlapa v kómatu        | Dan Attias          | Doris Egan                                                   | 14. listopadu 2006 |
| Konečná diagnóza: myoklonická epilepsie a kardiomyopatie                                                      |           |                        |                            |                     |                                                              |                    |
| 54 | 8         | Whac-A-Mole            | Plácni krtka               | Daniel Sackheim     | Pamela Davis                                                 | 21. listopadu 2006 |
| Konečná diagnóza: chronická granulomatózní choroba                                                            |           |                        |                            |                     |                                                              |                    |
| 55 | 9         | Finding Judas          | Hledá se Jidáš             | Deran Sarafian      | Sara Hess                                                    | 28. listopadu 2006 |
| Konečná diagnóza: alergie na světlo                                                                           |           |                        |                            |                     |                                                              |                    |
| 56 | 10        | Merry Little Christmas | Šťastné mini-vánoce        | Tony To             | Liz Friedman                                                 | 12. prosince 2006  |
| Konečná diagnóza: langerhansova buněčná hystiocitóza                                                          |           |                        |                            |                     |                                                              |                    |
| 57 | 11        | Words and Deeds        | Slova a činy               | Daniel Sackheim     | Leonard Dick                                                 | 9. ledna 2007      |
| Konečná diagnóza: spinální meningiom bránící správnému chodu mozku                                            |           |                        |                            |                     |                                                              |                    |
| 58 | 12        | One Day, One Room      | Jeden den, jeden pokoj     | Juan J. Campanella  | David Shore                                                  | 30. ledna 2007     |
| Konečná diagnóza: chlamydiová infekce a těhotenství následkem znásilnění                                      |           |                        |                            |                     |                                                              |                    |
| 59 | 13        | Needle in a Haystack   | Jehla v kupce sena         | Peter O'Fallon      | David Foster                                                 | 6. února 2007      |
| Konečná diagnóza: nestrávené párátko                                                                          |           |                        |                            |                     |                                                              |                    |
| 60 | 14        | Insensitive            | Necitlivost                | Deran Sarafian      | Matthew V. Lewis                                             | 13. února 2007     |
| Konečná diagnóza: škulovec široký (diphyllobothrium latum) způsobující nedostatek vitamínu B12                |           |                        |                            |                     |                                                              |                    |
| 61 | 15        | Half-Wit               | Debílek                    | Katie Jacobs        | Lawrence Kaplow                                              | 6. března 2007     |
| Konečná diagnóza: Takayasuova arteritida                                                                      |           |                        |                            |                     |                                                              |                    |
| 62 | 16        | Top Secret             | Přísně tajné               | Deran Sarafian      | Thomas L. Moran                                              | 27. března 2007    |
| Konečná diagnóza: dědičná hemorhagická teleangiektázia                                                        |           |                        |                            |                     |                                                              |                    |
| 63 | 17        | Fetal Position         | Poloha plodu               | Matt Shakman        | Russel Friend a Garrett Lerner                               | 3. dubna 2007      |
| Konečná diagnóza: těhotenský zrcadlový syndrom (Emma), Hydrops fetalis                                        |           |                        |                            |                     |                                                              |                    |
| 64 | 18        | Airborne               | Ve vzduchu                 | Elodie Keene        | David Hoselton                                               | 10. dubna 2007     |
| Konečná diagnóza: Dekompresní nemoc (Peng), otrava methylbromidem (Fran), masová hysterie (ostatní cestující) |           |                        |                            |                     |                                                              |                    |
| 65 | 19        | Act Your Age           | Pozor na věk               | Daniel Sackheim     | Sara Hess                                                    | 17. dubna 2007     |
| Konečná diagnóza: předčasná puberta způsobená enormní aplikací testosteronu                                   |           |                        |                            |                     |                                                              |                    |
| 66 | 20        | House Training         | Houseův výcvik             | Paul McCrane        | Doris Egan                                                   | 24. dubna 2007     |
| Konečná diagnóza: infekce zlatým stafylokokem                                                                 |           |                        |                            |                     |                                                              |                    |
| 67 | 21        | Family                 | Rodina                     | Liz Friedman        | David Straiton                                               | 1. května 2007     |
| Konečná diagnóza: histoplazmóza                                                                               |           |                        |                            |                     |                                                              |                    |
| 68 | 22        | Resignation            | Výpověď                    | Martha Mitchell     | Pamela Davis                                                 | 8. května 2007     |
| Konečná diagnóza: bakteriální infekce způsobená pokusem o sebevraždu                                          |           |                        |                            |                     |                                                              |                    |
| 69 | 23        | The Jerk               | Cvok                       | Daniel Sackheim     | Leonard Dick                                                 | 15. května 2007    |
| Konečná diagnóza: hemochromatóza                                                                              |           |                        |                            |                     |                                                              |                    |
| 70 | 24        | Human Error            | Lidská chyba               | Katie Jacobs        | Thomas L. Moran a Lawrence Kaplow                            | 29. května 2007    |
| Konečná diagnóza: vrozená srdeční vada                                                                        |           |                        |                            |                     |                                                              |                    |